# Michael Anderson (cineasta)
Michael Joseph Anderson, Sr., ou simplesmente Michael Anderson (Londres, 30 de janeiro de 1920 - Vancouver, 25 de abril de 2018) foi um cineasta inglês, mais conhecido por ter dirigido A Volta ao Mundo em 80 Dias (1956) (1956), 1984 (1956) e Logan's Run (1976).

## Primeiros anos
Anderson provém de uma família dedicada ao teatro. Seus pais foram os atores Lawrence e Beatrice Anderson. Sua tia-avó era Mary Anderson, a primeira atriz shakespeariana dos Estados Unidos (em Louisville há um teatro com seu nome).

## Carreira
Depois de servir na Segunda Guerra Mundial, Anderson iniciou sua carreira em filmes britânicos. Tornou-se diretor em 1949, quando dirigiu seu primeiro sucesso, o filme de guerra The Dam Busters — cujos efeitos especiais são frequentemente citados como inspiração para a saga Star Wars. Em 1956, dirigiu a primeira adaptação de 1984, de George Orwell, que reverbera os medos onipresentes em 1955, e também o megassucesso A Volta ao Mundo em 80 Dias, por cuja direção foi indicado ao Oscar da Academia e ao Golden Globe. Em 1968, dirigiu Anthony Quinn,  Laurence Olivier e John Gielgud em As Sandálias do Pescador.
Mudou-se para Hollywood, onde dirigiu dois filmes de ficção científica, Doc Savage: The Man of Bronze (1975) e Logan's Run (1976). Este último foi um grande sucesso de bilheteria, que serviu para alavancar outros filmes distribuídos pela Metro Goldwyn Mayer e se tornou um cult movie. 
Anderson também dirigiu Orca (1977), para depois se dedicar às minisséries, como The Martian Chronicles (1980), Sword of Gideon (1986) e Young Catherine (1991). Em 1988, dirigiu Bottega dell'orefice, baseado na peça de teatro escrita por Karol Wojtyla em 1960. 
Sua filmografia de diretor inclui ainda All the Fine Young Cannibals (1960), Flight from Ashiya (1964), The Quiller Memorandum (1966), Yangtse Incident (1957) e Conduct Unbecoming (1975).
Anderson foi o mais velho diretor vivo a ter sido indicado ao Oscar de Melhor Diretor.

## Vida pessoal
Michael Anderson foi casado três vezes: 
1. Betty Jordan, 1939, cinco filhos
2. Vera Carlisle, 1969, um filho
3. Adrienne Ellis, desde 1977, têm dois filhos adotivos: a atriz Laurie Holden e o ator Christopher Holden.

Seu filho Michael Anderson Jr. também é ator, e trabalhou em Logan's Run; outro filho é David Anderson, produtor de cinema.

### Morte
Morreu em 25 de abril de 2018 aos 98 anos, em Vancouver.

## Filmografia
- Private Angelo (1949)
- Waterfront Women (1950)
- Hell Is Sold Out (1951)
- Night Was Our Friend (1951)
- Will Any Gentleman...? (1953)
- The House of the Arrow (1953)
- The Dam Busters (1955)
- 1984 (1956)
- Around the World in 80 Days (1956)
- Yangtse Incident (1957)
- Chase a Crooked Shadow (1958)
- Shake Hands with the Devil (1959)
- The Wreck of the Mary Deare (1959)
- All the Fine Young Cannibals (1960)
- The Naked Edge (1961)
- Flight from Ashiya (1964)
- Wild and Wonderful (1964)
- Operation Crossbow (1965)
- The Quiller Memorandum (1966)
- The Shoes of the Fisherman (1968)
- Pope Joan (1972)
- Doc Savage: The Man of Bronze (1975)
- Conduct Unbecoming (1975)
- Logan's Run (1976)
- Orca (1977)
- Dominique (1978)
- Murder by Phone (1982)
- Second Time Lucky (1984)
- Separate Vacations (1986)
- The Jeweller's Shop (1989)
- Millennium (1989)
- Summer of the Monkeys (1998)
- The New Adventures of Pinocchio (1999)